# Пёстрый тайфунник
Пёстрый тайфунник, или тайфунник Пита (лат. Pterodroma inexpectata) — морская птица из семейства буревестниковых.

## Описание
Тайфунник немного меньше среднего размера. Вес в среднем около 316 г. Длина крыла самцов 242—259 мм, самок 247—268 мм, длина клюва самцов 25—27 мм, самок 26—29 мм, длина хвоста самцов 98—105 мм; самок 102—108 мм. Возрастные, половые и сезонные отличия в окраске отсутствуют. Верхняя часть тела и крыльев серого цвета. На данном фоне хорошо выделяется значительно более тёмная полоска в виде буквы М, пересекающая крылья и спину. Верхняя часть головы тёмно-бурого цвета. Передняя часть и бока головы белого цвета с тёмными пестринками. Вокруг глаза располагается тёмное пятно. Горло и нижняя часть хвоста белого цвета. Грудь и живот серого цвета с пестринками. Подкрылья белого цвета с серыми краями и полосами чёрного цвета, пересекающие по диагонали крыло. Клюв чёрного цвета. Ноги двухцветные: телесного цвета, переходящие в чёрный в части пальцев и перепонок. У молодых птиц края перьев белого цвета, создавая своеобразный «чешуйчатый рисунок». Пуховой птенец с тёмно-серым оперением.

## Ареал и миграции
Кочующий океанический вид, который тяготеет к открытым океаническим водам. Гнездится в районе Новой Зеландии на островах, которые расположены у южного и восточного побережий острова Южный. Не исключена также возможность гнездования на островах Чатем и Баунти.
Регулярно совершает сезонные миграции в северную часть Тихого океана. В южном полушарии в декабре—марте преимущественно перемещается в умеренные и антарктические воды. Основное время миграции в северных направлениях — апрель. В северной части Тихого океана тяготеет к субарктическим водам. В первой половине лета основные скопления птиц данного располагаются в северной части Тихого океана от северной части Курильских островов и Камчатки до Британской Колумбии и Аляски. Во второй половине лета значительное количество его птиц долетает до Берингово моря. В небольшом количестве летом мигрирует в Охотское море. Миграции на юг из северного полушария начинаются в сентябре.

## Биология

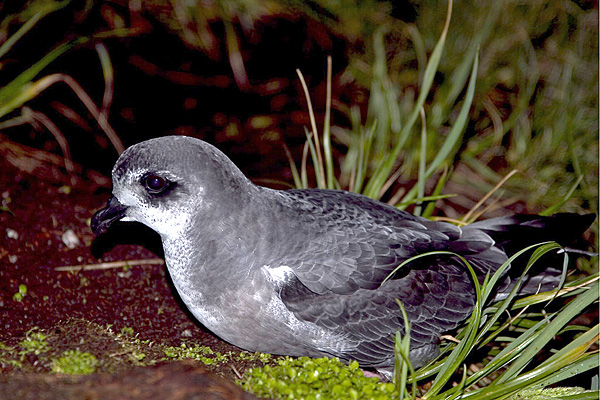

Полёт плавный, скользящий, планирующий. При ветреной погоде птицы взмывают круто вверх, затем полого снижаются. В тихую погоду летают низко над поверхностью воды. Планирование в полёте обычно чередуется с неглубокими, но быстрыми взмахами крыльями. Активность птиц отмечена в любое время суток. На гнездовьях птицы ведут ночной образ жизни, становясь активными через примерно час после заката солнца. Питается рыбой, головоногими моллюсками и планктоном. Могут подбирать с поверхности воды отходы с судов.
Гнездятся колониями, но на море держатся рассеянно, одиночно или малыми группами. Редко может образовывать стаи в районах скоплений кормовых организмов.
Моногамный вид. На местах гнездования птицы появляются в конце октября. Гнездовья располагаются территориально на островах или островках. Гнезда выстилаются остатками растений и обустраиваются обычно в норах, длина которых может достигать 70—90 см и более. Норы обычно которые выкапываются в местах, поросших травянистой злаковой или древесной растительностью. Реже гнезда могут располагаться в расщелинах скал.
Брачный период длительный, начинается в ноябре или первой половине декабря. В этом время происходит формирование пар, сооружается гнездо и норы, совершаются брачные игры. Кладка отмечается во второй половине декабря. В кладке одно белого цвета яйцо размером 55—65х40—49 мм, весом 54—69 г. В среднем насиживание длится 50—51 день. Высиживают оба родителя, их смена происходит в среднем спустя каждые 13—14 суток. Птенцы появляются в феврале. Птенцовый период длится 90—105 суток до мая — начала июня, когда молодые птицы улетают в открытое море.